# Agrupación de Buzos Tácticos
La Agrupación de Buzos Tácticos (APBT) es una unidad táctica de operaciones navales especiales de la Armada Argentina, creada en 1952 (siendo la primera en su tipo en América Latina), con asiento de paz en la Base Naval Mar del Plata y con dependencia orgánica del Comando de Fuerzas de Operaciones Navales Especiales (COFE). Cuenta con aproximadamente 90 efectivos y para su ingreso se realizan los estudios correspondientes en la Escuela de Buceo y Salvamento. Los miembros de esta unidad utilizan una boina marrón con el emblema de los Buzos Tácticos.

## Guerra de Malvinas (1982)
Durante la guerra de las Malvinas, fueron protagonistas de la Operación Rosario, para posibilitar la recuperación de las islas.
En aquella ocasión, un total de 13 efectivos de la Agrupación, comandados por Capitán de Corbeta Alfredo Cufré, embarcó en el submarino ARA Santa Fe (S-21) en la mañana del 27 de Marzo, formando parte de la fuerza de desembarco que finalmente ocupó las islas el 2 de abril. El equipo que portaban consistía de fusiles FAL PARA (la versión de paracaidista, con culata rebatible) y tres botes con motor fuera de borda, los cuales emplearon.

## Actualidad
La unidad ha integrado numerosos ejercicios combinados, como el UNITAS durante el año 2003.En 2007, colaboró con el apoyo al rompehielos ARA Almirante Irízar luego de que este se incendiara, sofocando incendios de a bordo y rescatando tripulantes. Estas acciones le valieron a la Agrupación el reconocimiento del Concejo Deliberante de General Pueyrredón.
En numerosas oportunidades cumplen tareas de seguridad náutica y perimetral en la Base Naval Mar del Plata durante la visita de los buques escuela de diversos países, como en el marco de la Regata Bicentenario Velas Sudamérica 2010, siendo la base visitada por 15 mil personas.
Participan en ejercicios conjuntos de la Armada Argentina, como el "Anfibio" (junto a la Infantería de Marina) y el "Yámana". También han sido protagonistas de ejercicios combinados, como el "Fluvial" (junto a Marines de EE. UU.)
El 15 de noviembre de 2017 tuvo lugar el naufragio del submarino ARA San Juan de la Armada Argentina en aguas del mar Argentino (a la altura del golfo San Jorge), mientras navegaba de regreso a Mar del Plata, con la trágica pérdida de los 38 tripulantes y seis buzos tácticos.
En 2024 por resolución del Estado Mayor General de la Armada fue creado el Comando de Fuerzas de Operaciones Navales Especiales (COFE), con asiento en Puerto Belgrano, reuniendo la Agrupación de Buzos Tácticos y la Agrupación de Comandos Anfibios (APCA) bajo un mismo comando.

## Capacidades y Entrenamiento
Los oficiales y suboficiales graduados o en servicio presentan la solicitud de ingreso a la APBT, de cumplir con las rigurosas exigencias propias del selecto grupo se cursa un año de posgrado como Comando Subacuático. A las normales formaciones de marino de la FLOMAR o FLOSUB se le agregan un duro entrenamiento como paracaidistas, experto en explosivos, tirador especial, andinista, rescate, combate en monte, etc. Para el cumplimiento de su misión, el personal debe estar alta y especialmente adiestrado con el objeto de obtener grandes efectos con limitados recursos humanos y materiales, actuando con imprescindible sigilo y sorpresa para lograr el éxito. 
Los buzos están capacitados para realizar misiones submarinas, abordaje, voladuras, marcados de playa, paracaidismo, recolección de información, revelamiento hidrográfico, operaciones terrestres y ribereñas, distintas operaciones navales especiales, etc. Otra de las misiones fundamentales que desarrollan es el control del mar. Durante todo el año, en los buques que se encargan del control de la zona económica exclusiva hay personal de buzos tácticos. También participan en las tareas de búsqueda y rescate, salvamento y del adiestramiento específico en operaciones navales especiales.

## Medios
- Botes Neumáticos Zodiac MK-3
- Botes Semi rígidos Zodiac Futura
- Kayaks
- Mini Submarinos
- Scooters

## Armamento
Los buzos tácticos suelen usar armas de corta distancia, cuchillos de combate, granadas, explosivos y armamento antitanque. Sin olvidar los fusiles de francotirador que sirven para el apoyo.
Entre las armas se incluyen:
- Steyr AUG.
- FN FAL.
- FN P90.
- Steyr MPi 69.
- Sterling L2A3.
- FN MAG.
- Steyr SSG 69.
- High Standard Modelo 10.
- Heckler & Koch P7.
- Granadas de mano y explosivos.
- Cuchillo de combate Yarará.
- Granadas de humo-cegadoras.